# Kunthunath

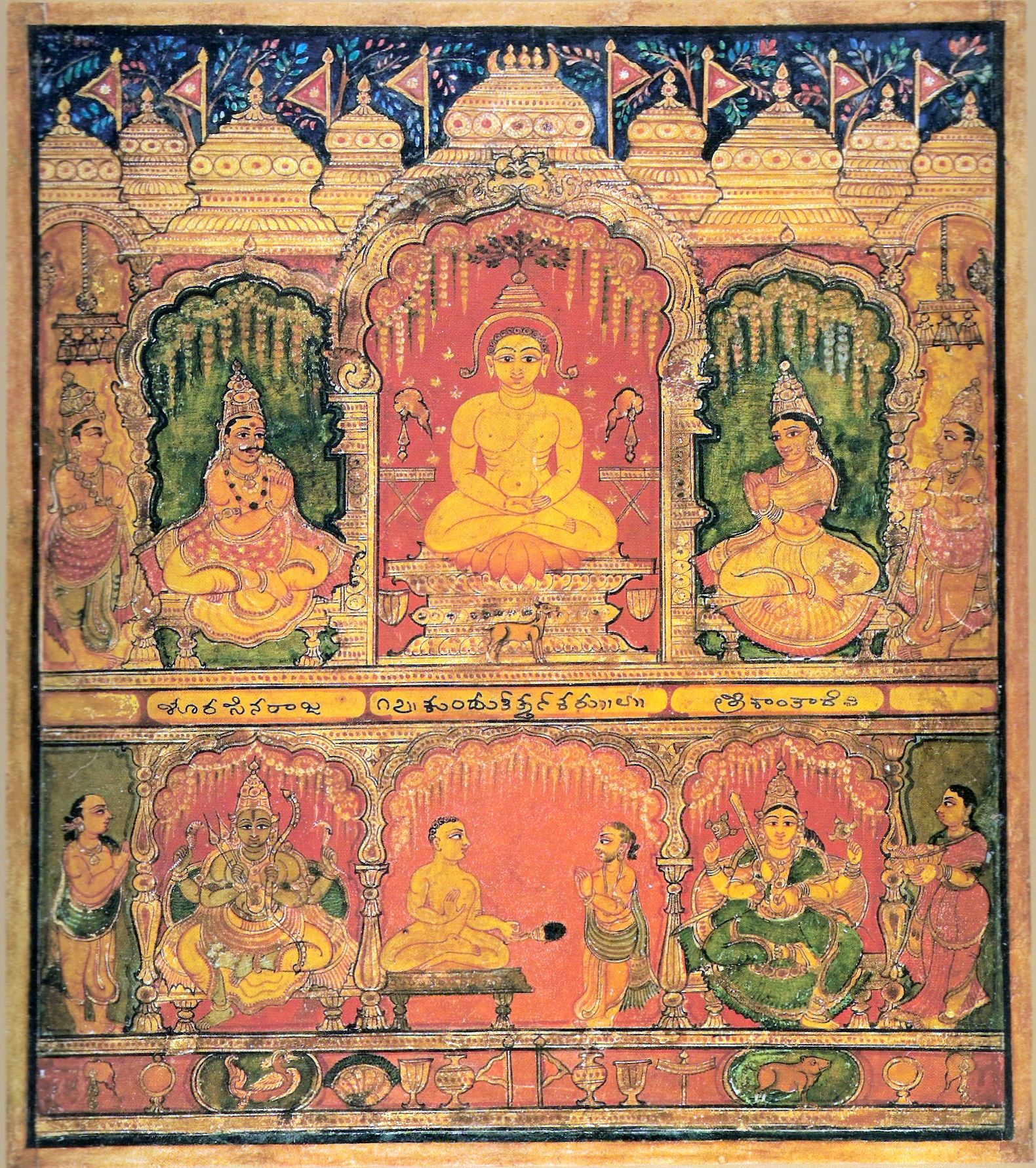
Le Tirthankara Kunthunath.

Kunthunath appelé aussi Kunthu est le dix-septième Tirthankara, le dix-septième Maitre éveillé du jaïnisme, de notre époque. Il est né à Hastinapur dans l'Uttar Pradesh en Inde. D'origine royale, il a régné pour un temps avant de devenir ascète. Il a atteint l'omniscience (Kevala Jnana); puis la libération à travers le nirvana au Mont Sammeda dans l'état actuel du Jharkhand, toujours en Inde. Son symbole est la chèvre.